# Istanbul Challenger
L'Istanbul Challenger, conosciuto anche come Amex-Istanbul Challenger, è un torneo professionistico di tennis giocato sul cemento, che fa parte dell'ATP Challenger Tour. Si gioca annualmente dal 1985 al Tenis Eskrim ve Dağcılık Spor Kulübü di Istanbul in Turchia. Non va confuso con la Istanbul Challenger Cup, altro torneo Challenger della capitale turca la cui unica edizione si tenne nel 2013.

## Albo d'oro

### Singolare
| Anno      | Campione               | Finalista                    | Punteggio           |
| --------- | ---------------------- | ---------------------------- | ------------------- |
| 2024      | Damir Džumhur (2)      | Hamad Međedović              | 6–4, 6–2            |
| 2023      | Damir Džumhur (1)      | Lukáš Klein                  | 7–6(5), 6–3         |
| 2022      | Radu Albot             | Lukáš Rosol                  | 6–2, 6–0            |
| 2021 (2)  | James Duckworth        | Wu Tung-lin                  | 6–4, 6–2            |
| 2021      | Arthur Rinderknech     | Benjamin Bonzi               | 4–6, 7–6(1), 7–6(3) |
| 2020      | Il'ja Ivaška           | Martin Kližan                | 6–1, 6–4            |
| 2019      | Ugo Humbert            | Denis Istomin                | 6–2, 6–2            |
| 2018      | Corentin Moutet        | Quentin Halys                | 6–3, 6–4            |
| 2017      | Malek Jaziri (2)       | Matteo Berrettini            | 7–6(4), 0–6, 7–5    |
| 2016      | Malek Jaziri (1)       | Dudi Sela                    | 1–6, 6–1, 6–0       |
| 2015      | Karen Chačanov         | Serhij Stachovs'kyj          | 4–6, 6–4, 6–3       |
| 2014      | Adrian Mannarino (2)   | Tatsuma Itō                  | 6–0, 2–0 rit.       |
| 2013      | Michail Kukuškin       | Illja Marčenko               | 6–3, 6–3            |
| 2012      | Dmitrij Tursunov       | Adrian Mannarino             | 6–4, 7–6(5)         |
| 2011      | Denis Istomin          | Philipp Kohlschreiber        | 7–6(6), 6–4         |
| 2010      | Adrian Mannarino (1)   | Michail Kukuškin             | 6–4, 3–6, 6–3       |
| 2009      | Illja Marčenko         | Florian Mayer                | 6–4, 6–4            |
| 2008      | Frederico Gil          | Benedikt Dorsch              | 6–4, 1–6, 6–3       |
| 2007      | Miša Zverev            | Lukáš Lacko                  | 6–4, 6–4            |
| 2006      | Alexander Peya         | Roko Karanušić               | 6(3)–7, 6–0, 6–3    |
| 2005      | Wang Yeu-tzuoo         | Michael Berrer               | 4–6, 6–4, 6–3       |
| 2004      | Peter Wessels          | Daniele Bracciali            | 6–3, 6–2            |
| 2003      | Robin Söderling        | Michel Kratochvil            | 7–6(4), 6–2         |
| 2002      | Petr Luxa              | Nicolas Thomann              | 6–3, 6–4            |
| 2001      | Nikolaj Davydenko      | Cyril Saulnier               | 6–3, 6–3            |
| 2000      | Wayne Black            | Petr Kralert                 | 6–4, 6–3            |
| 1999      | Vadim Kucenko          | Neville Godwin               | 6–4, 7–6(3)         |
| 1998      | Tomáš Zíb              | Petr Luxa                    | 4–6, 6–2, 6–1       |
| 1997      | Jean-Philippe Fleurian | Mark Petchey                 | 6–3, 6–1            |
| 1996      | Ignacio Truyol         | Jean-Philippe Fleurian       | 6–2, 6–4            |
| 1995      | Miles Maclagan         | Frédéric Vitoux              | 7–6, 5–7, 6–2       |
| 1994      | Markus Zoecke          | Guillaume Raoux              | 6–7, 6–4, 6–2       |
| 1993      | Alex Antonitsch        | Olivier Delaître             | 6–4, 6–1            |
| 1992      | Henrik Holm            | Stéphane Simian              | 7–6, 6–2            |
| 1991      | Olivier Delaître       | Byron Black                  | 6–1, 6–4            |
| 1990 1988 | Non disputato          | Non disputato                | Non disputato       |
| 1987      | Branislav Stankovič    | Florin Segărceanu            | 6–2, 6–1            |
| 1986      | Jim Pugh               | Aleksandr Michajlovič Zverev | 6–4, 6–2            |
| 1985      | Florin Segărceanu      | Andrei Dirzu                 | 6–4, 6–3            |

### Doppio
| Anno      | Campioni                                      | Finalisti                              | Punteggio           |
| --------- | --------------------------------------------- | -------------------------------------- | ------------------- |
| 2024      | Aleksandre Bakshi Yankı Erel                  | August Holmgren Johannes Ingildsen     | 7–6(4), 7–5         |
| 2023      | Luke Johnson Skander Mansouri                 | Sander Arends Aisam-ul-Haq Qureshi     | 7–6(3), 6–3         |
| 2022      | Purav Raja (2) Divij Sharan                   | Arjun Kadhe Fernando Romboli           | 6–4, 3–6, [10–8]    |
| 2021 (2)  | Radu Albot Alexander Cozbinov                 | Antonio Šančić Artem Sitak             | 4–6, 7–5, [11–9]    |
| 2021      | André Göransson David Pel                     | Lloyd Glasspool Harri Heliövaara       | 4–6, 6–3, [10–8]    |
| 2020      | Ariel Behar Gonzalo Escobar                   | Robert Galloway Nathaniel Lammons      | 4–6, 6–3, [10–7]    |
| 2019      | Andrej Golubev Oleksandr Nedovjesov (2)       | Marek Gengel Lukáš Rosol               | Walkover            |
| 2018      | Rameez Junaid Purav Raja (1)                  | Timur Khabibulin Vladyslav Manafov     | 7–6(4), 4–6, [10–7] |
| 2017      | Andre Begemann (2) Jonathan Eysseric          | Romain Arneodo Hugo Nys                | 6–3, 5–7, [10–4]    |
| 2016      | Sadio Doumbia Calvin Hemery                   | Marco Chiudinelli Marius Copil         | 6–4, 6–3            |
| 2015      | Andrej Kuznecov Oleksandr Nedovjesov (1)      | Aleksandre Metreveli Anton Zajcev      | 6–2, 5–7, [10–8]    |
| 2014      | Colin Fleming Jonathan Marray                 | Jordan Kerr Fabrice Martin             | 6–4, 2–6, [10–8]    |
| 2013      | Jamie Delgado Jordan Kerr                     | James Cluskey Adrián Menéndez Maceiras | 6–3, 6–2            |
| 2012      | Karol Beck Lukáš Dlouhý                       | Adrián Menéndez Maceiras John Peers    | 3–6, 6–2, [10–6]    |
| 2011      | Carsten Ball Andre Begemann (1)               | Grégoire Burquier Yannick Mertens      | 6–2, 6–4            |
| 2010      | Leoš Friedl Dušan Vemić                       | Brian Battistone Andreas Siljeström    | 7–6(6), 7–6(3)      |
| 2009      | Frederico Gil Filip Prpic                     | Grigor Dimitrov Marsel İlhan           | 3–6, 6–2, [10–6]    |
| 2008      | Michael Kohlmann Frank Moser                  | David Škoch Igor Zelenay               | 7–6(4), 6–4         |
| 2007      | James Auckland Ross Hutchins                  | Dick Norman Kristof Vliegen            | 5–7, 7–6(5), [10–7] |
| 2006      | Aleksej Kedrjuk Orest Tereščuk                | Jasper Smit Martijn van Haasteren      | 1–6, 7–5, [10–8]    |
| 2005      | Harel Levy Noam Okun                          | David Škoch Martin Štěpánek            | 6–4, 7–5            |
| 2004      | George Bastl Björn Phau                       | Daniele Bracciali Fred Hemmes          | 6–1, 6–2            |
| 2003      | Jonathan Erlich (2) Andy Ram                  | Amir Hadad Harel Levy                  | 7–6(5), 7–6(6)      |
| 2002      | Aleksandar Kitinov Lovro Zovko                | Noam Behr Tomáš Zíb                    | 4–6, 6–4, 6–2       |
| 2001      | Jonathan Erlich (1) Michaël Llodra            | Sander Groen Michael Kohlmann          | walkover            |
| 2000      | Noam Behr Eyal Erlich                         | Vadim Kucenko Oleg Ogorodov            | 6(5)–7, 6–3, 6–3    |
| 1999      | Gouichi Motomura Oleg Ogorodov                | Jeff Coetzee Neville Godwin            | 6–2, 2–6, 6–2       |
| 1998      | Petr Luxa Eyal Ran                            | Todd Larkham Chris Wilkinson           | 6–4, 7–6            |
| 1997      | João Cunha e Silva Jean-Philippe Fleurian (2) | Chris Haggard Mark Petchey             | walkover            |
| 1996      | Mark Petchey Danny Sapsford                   | Oleg Ogorodov Orlin Stanojčev          | 6–3, 7–5            |
| 1995      | Lorenzo Manta Omar Camporese                  | Carlos Gómez Díaz Álex Calatrava       | 6–3, 6–4            |
| 1994      | Alexander Mronz Alex Antonitsch               | Olli Rahnasto Bent-Ove Pedersen        | 6–3, 6–4            |
| 1993      | Roger Smith Jean-Philippe Fleurian (1)        | Miles Maclagan Dinu Pescariu           | 7–6, 6–3            |
| 1992      | Stéphane Simian Bertrand Lemercier            | Roger Smith Roberto Saad               | 7–6, 7–6            |
| 1991      | Nils Holm Henrik Holm                         | Olli Rahnasto Gianluca Pozzi           | 5–7, 7–5, 6–4       |
| 1990 1988 | Non disputato                                 | Non disputato                          | Non disputato       |
| 1987      | Nevio Devide Alberto Paris                    | Adrian Marcu Florin Segărceanu         | 7–5, 6–2            |
| 1986      | Charles Bud Cox Michael Fancutt               | Peter Bastiansen George Kalovelonis    | 6–3, 6–2            |
| 1985      | Leighton Alfred Tom Nijssen                   | Gustavo Luza Eduardo Masso             | 6–2, 6–3            |